# Petr Fical
Petr Fical (* 23. September 1977 in Jindřichův Hradec, Tschechoslowakei) ist ein ehemaliger tschechisch-deutscher Eishockeyspieler, der im Verlauf seiner Karriere unter anderem für die Moskitos Essen, Iserlohn Roosters, Nürnberg Ice Tigers und den ERC Ingolstadt in der Deutschen Eishockey Liga spielte. Anschließend wurde er Eishockeytrainer; seit der Saison 2023/24 betreut er die U13-Mannschaft der Young Roosters in Iserlohn.

## Karriere
Petr Fical wuchs in der Tschechoslowakei auf, kam aber bereits als Jugendlicher nach Deutschland, wo er seine Eishockey-Karriere beim EC Pfaffenhofen begann und erfolgreich bei den EHC Straubing fortführte. Nach Engagements in Deggendorf und Regensburg, sowie einer kurzen Rückkehr nach Tschechien, erhielt der Rechtsschütze 2001/02 einen Vertrag bei den Moskitos Essen in der Deutschen Eishockey Liga. Nach einem Jahr in Essen wechselte der Flügelstürmer für eine weitere Saison zu den Iserlohn Roosters. Zur Spielzeit 2003/04 unterschrieb Fical einen Vertrag bei den Nürnberg Ice Tigers, mit denen er zunächst drei Mal in Folge das Play-off-Viertelfinale erreichte. In der Spielzeit 2006/07 unterlag der Angreifer mit den Nürnbergern erst im Finale gegen die Adler Mannheim. Auch während der Finanzprobleme der Nürnberger blieb Fical dem Verein treu und ging in der Saison 2009/10 in seine siebte Spielzeit bei den Ice Tigers. Ab der Saison 2010/11 steht Fical beim ERC Ingolstadt unter Vertrag – bei den Panthern unterschrieb er einen Zweijahresvertrag. Nach Ablauf des Vertrages wechselte er zum Oberligisten EV Regensburg, wo er 2015 seine Karriere beendete.

### International
Beim World Cup of Hockey 2004 feierte Fical ein verspätetes Debüt in der deutschen Nationalmannschaft. Weitere Einsätze für die DEB-Auswahl erhielt er bei den Weltmeisterschaften 2005 und 2006, wo er mit dem Team ab- beziehungsweise direkt wieder aufstieg. Außerdem spielte er bei den Olympischen Spielen 2006 für Deutschland.

### Trainerkarriere
Von 2012 bis 2015 trainierte Fical die U16-Mannschaft des EV Regensburg in der Schüler-Bundesliga, ehe er in der Saison 2015/16 den luxemburgischen Klub Tornado Luxembourg betreute. Seit der Weltmeisterschaft 2016 ist Fical Trainer der luxemburgischen Nationalmannschaft, die er bei der Weltmeisterschaft 2017 zum Gewinn der Division III und dem damit verbundenen Aufstieg in die Gruppe B der Division II führte. 
2022 kehrte er nach Deutschland zurück und übernahm den Bayernligisten EC Pfaffenhofen. Nach nur einem Sieg in den ersten 14 Saisonspielen wurde er dort wieder entlassen. Zur Saison 2023/24 gaben die Young Roosters bekannt, Fical als Cheftrainer des U13-Teams verpflichtet zu haben.

## Erfolge und Auszeichnungen
- 2005 Teilnahme am DEL All-Star Game
- 2006 Teilnahme am DEL All-Star Game
- 2007 Teilnahme am DEL All-Star Game
- 2008 Teilnahme am DEL All-Star Game
- 2013 Bester Torschütze der Oberliga Süd

### International
- 2006 Aufstieg in die Top-Division bei der Weltmeisterschaft der Division I
- 2017 Aufstieg in die Division II, Gruppe B bei der Weltmeisterschaft der Division III (als Trainer)

## Karrierestatistik
(Legende zur Spielerstatistik: Sp oder GP = absolvierte Spiele; T oder G = erzielte Tore; V oder A = erzielte Assists; Pkt oder Pts = erzielte Scorerpunkte; SM oder PIM = erhaltene Strafminuten; +/− = Plus/Minus-Bilanz; PP = erzielte Überzahltore; SH = erzielte Unterzahltore; GW = erzielte Siegtore; 1 Play-downs/Relegation; Kursiv: Statistik nicht vollständig)